# Université d'Allahabad
L'université d'Allahabad (en anglais : University of Allahabad ; en hindi : इलाहाबाद विश्वविद्यालय) est une université centrale indienne située à Allahabad dans l'État d'Uttar Pradesh.

## Historique
C'est l'un des plus anciennes universités du sous-continent indien, la quatrième après les universités de Bombay, Calcutta et de Madras.
Le gouverneur des Provinces unies William Muir suggère la création, à Allahabad, d'un Collège central pouvant évoluer en université centrale.

La première pierre du Collège central de Muir est posée le 9 décembre 1873.
À une époque elle est appelée « l'Oxford de l'Est ».
Le 24 juin 2005, le Parlement de l'Inde lui redonne son statut d'Université centrale,.